# Aleksej Žuk
Aleksej Vladimirovič Žuk, sovjetski (ruski) rokometaš, * 6. november 1955.
Leta 1980 je na poletnih olimpijskih igrah v Moskvi v sestavi sovjetske rokometne reprezentance osvojil srebrno olimpijsko medaljo.